# Karlsbergbach
Der Karlsbergbach ist ein etwa 1,6 km langer Bach auf dem Stadtgebiet von Homburg, im östlichen Saarland, der von links in den Reichersbach mündet.

## Geographie

### Verlauf

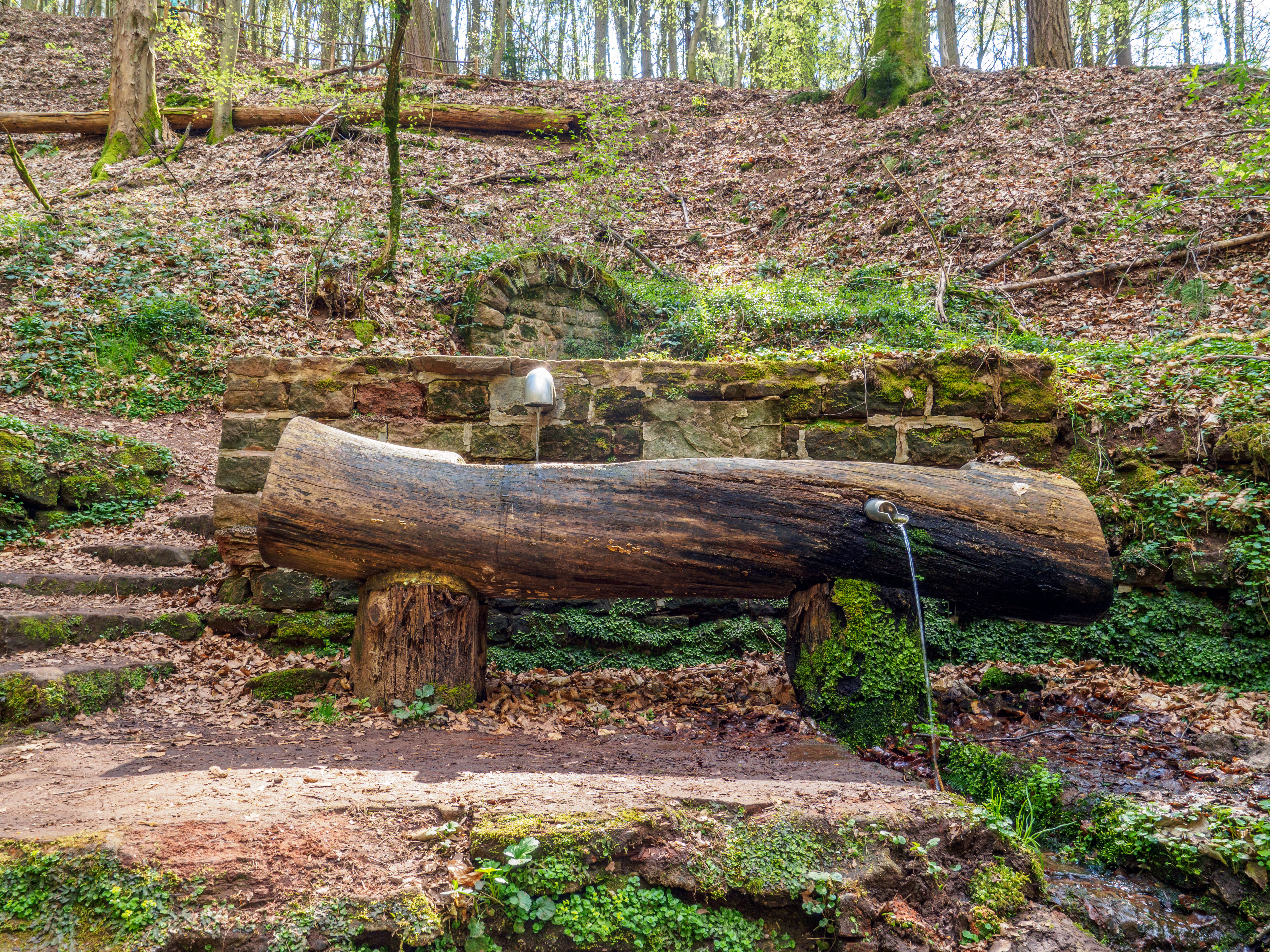
Die Karlsbergquelle im Sanddorfer Wald

Der Karlsbergbach entspringt im Sanddorfer Wald bei Bruchhof-Sanddorf am westlichen Fuße des Karlsbergs auf einer Höhe von etwa 342 m ü. NHN der gefassten Karlsbergquelle. Die Quelle liegt gut hundert Meter südlich der zum Schloss Karlsberg gehörenden Ruine Orangerie.
Der Bach fließt zunächst in westlicher Richtung durch Wald und passiert dabei den Karlsbergweiher. 
Er unterquert noch die L 215 und mündet schließlich auf dem Gebiet des Naturschutzgebietes Closenbruch bei Bruchhof-Sanddorf verdolt  auf einer Höhe von etwa 234 m ü. NHN von Osten und links in den Reichersbach.

### Einzugsgebiet
Das Einzugsgebiet des Karlsbergbachs wird durch ihn über den Reichersbach, den Erbach, die Blies, die Saar, die Mosel und den Rhein zur Nordsee entwässert.
Es grenzt
- im Nordosten an das Einzugsgebiet des Vierherrnbachs, der über den Lambsbach in die Blies entwässert,
- im Osten an das des Hirschbrunnenbachs, der in den Lambsbach mündet;
- im Südosten an das des Lambsbach-Zuflusses Bärenfloß,
- im Süden an das des Lambsbachs direkt und
- ansonsten an das Einzugsgebiet des Reichersbachs.

Das Einzugsgebiet ist zum größten Teil bewaldet. Die höchste Erhebung ist der Karlsberg mit einer Höhe von 383 m ü. NHN im Osten des Einzugsgebiets.

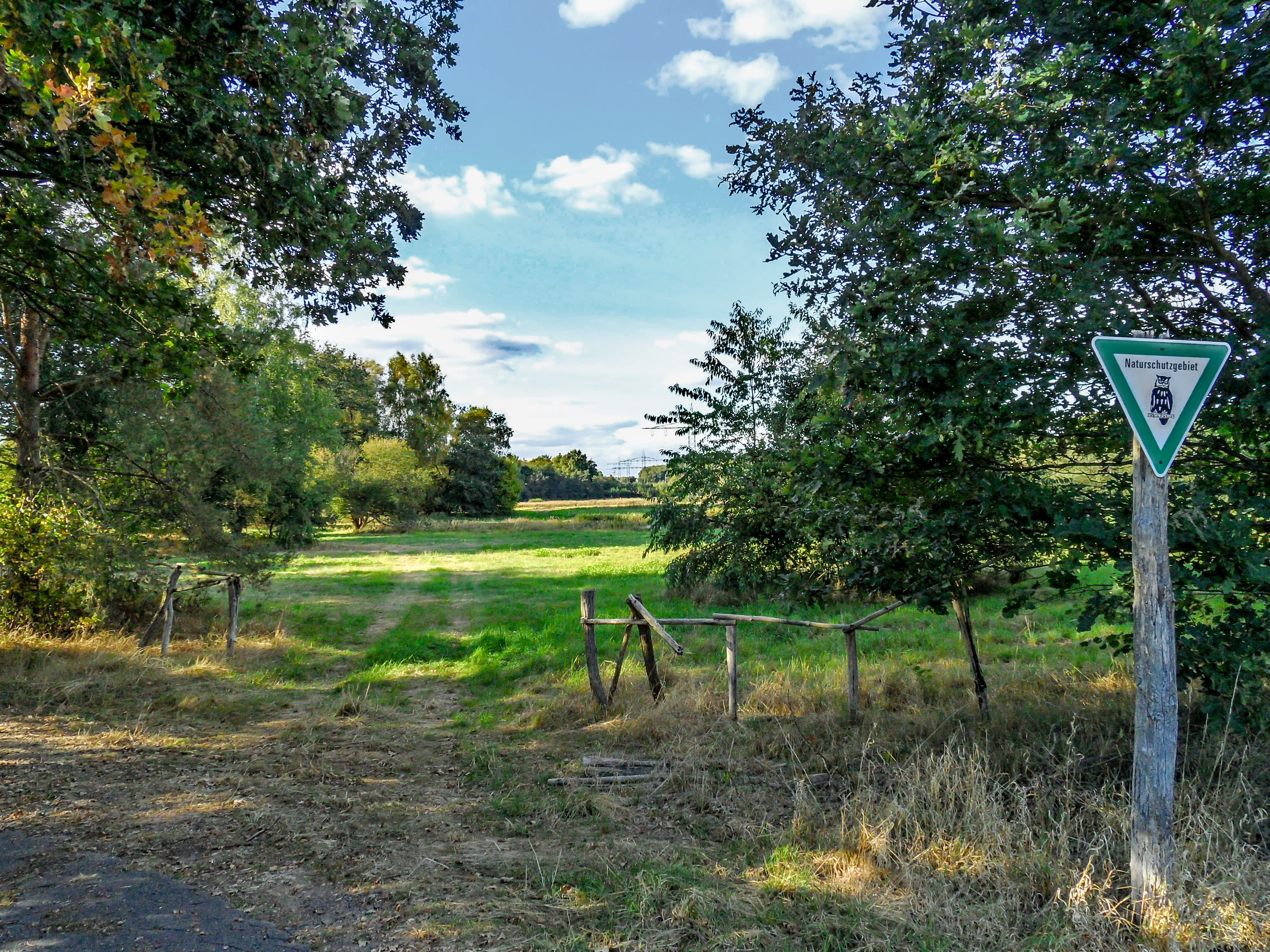
Das Naturschutzgebiet Closenbruch

## Naturschutzgebiet
Das 81,5 ha große Closenbruch ist ein seit dem 19. September 1990 unter Naturschutz stehendes Bruch.